# Pilar Lozano Carbayo
Pilar Lozano Carbayo (Benavente, provincia de Zamora, 11 de septiembre de 1953) es una escritora española de literatura infantil y periodista. Sus libros han sido traducidos a varios idiomas y ha sido galardonada con el Premio Barco de Vapor (2005), Premio Edebé de literatura infantil y juvenil (2008), Premio Lazarillo (coautora con Alejandro Rodríguez) (2010) y premio Apel.les Mestres de ilustración (coautora con Frances Rovira) (2012).

## Biografía
Aunque nació en Benavente, provincia de Zamora, vivió su infancia y juventud en la localidad barcelonesa de Sabadell. Desde 1977 reside en Madrid.
Es licenciada en Ciencias de la Información y Diplomada en Profesorado de EGB. 
Ha desarrollado su carrera profesional en prensa económica y especializada. Redactora de textos publicitarios, turísticos y de carácter divulgativo, ha elaborado guías didácticas y colaborado en la redacción de textos para exposiciones de carácter divulgativo. Hasta 2016 ha sido directora de la revista especializada de ferrocarriles, Vía Libre.
Publicó su primer libro de literatura infantil, Aaaggg, , en 1996 en la colección Tucán de la editorial Ebedé y desde entonces ha publicado títulos en diversas firmas editoriales.

## Obra
- "Aggg, aggg" quiere decir no. (1996).

- El libro del Tren. (1998 y edición actualizada en 2004).

- Missatges galàctics. (2003).

- El baúl del tatarabuelo. (2004).

- Un día "poemático". (Poesía) (2004).

- Teresa Panza (poema para la antología Don Quijote cabalga entre versos). (2005).

- Siete reporteros y un periódico. Premio Barco de Vapor 2005

- Manu,  detective. (2006). Lista de Honor Premio CCEI 2008.

- Manu detective y el terror de primaria. (2008).

- Inventos lunáticos. (Teatro). (2008).

- Imagínate, Andrea. (2008)

- ¡No es tan fácil ser niño!. Premio Edebé de Literatura Infantil y Juvenil 2008

- Ana espía. (2008).

- Manu detective y corazón piruleta. (2009).

- Marco Polo no fue solo. Coautora con Alejandro Rodríguez. Premio Lazarillo Literatura Infantil 2010. Lista de Honor Premio CCEI 2012.

- Los viajes de Gustavo. Ilustrado por Francesc Rovira, Premio Apel.les Mestres de Ilustración 2012.

- Rino detective y el pingüino desaparecido. Coautora con Alejandro Rodríguez. (2013).

- Rino detective y el misterio de la piscina roja. Coautora con Alejandro Rodríguez. (2013).

- Manu detective en el zoo. (2014).

- Rino detective y un extraño muy extraño. Coautora con Alejandro Rodríguez. (2014).

- Rino detective y los misterios de Atardecer. Coautora con Alejandro Rodríguez. (2014).

- Rino detective en ¡¡¡Quiero a mi Pacoooo!!!. Coautora con Alejandro Rodríguez. (2015).

- Nico espía en Pompeya. Coautora con Alejandro Rodríguez. (2015).

- Nico espía y el "ingenioso" Cervantes. Coautora con Alejandro Rodríguez. (2015).

- Rino detective y un chihuahua muy mandón. Coautora con Alejandro Rodríguez. (2015).

- Hamlet, príncipe de Dinamarca. (2016).

- Nico espía, Shakespeare y El Globo. Coautora con Alejandro Rodríguez. (2016).

- El monstruo transparente ¡da miedo de verdad!. (2019).

- Troya y las aventuras de Ulises. (2019).

- El Club de los solitarios. (2020).

- Abeceoficios. (2020).

- La piscina teñida de rojo. (2021).

- Sara #espía calamar. Misterio en la nieve. (2021).

- Sara #espía calamar. Los gemelos desaparecidos. (2021).

- Sara #espía calamar. Secuestro en el cole. (2022).

- Hugo busca amigos. (2022).

- ABC Cuentos clásicos. (2022).

- Los tres mosqueteros. (2023) (Adaptación para primeros lectores)

- Sara #espía calamar. En busca del tesoro". (2023)

## Premios y menciones
- Premio Barco de Vapor de Literatura Infantil 2005 por Siete reporteros y un periódico.

- Premio Edebé de Literatura Infantil 2008 por No es tan fácil ser niño.

- Premio Lazarillo de Literatura Infantil 2010 por Marco Polo no fue solo, coautora con Alejandro Rodríguez.

- Lista de Honor CCEI 2008 por Manu, detective.

- Lista de Honor CCEI 2012 por Marco Polo no fue solo, coautora con Alejandro Rodríguez.

- Premio Apel.les Mestres de Ilustración por Los viajes de Gustavo ilustrado por Francesc Rovira con texto de Pilar Lozano. Editorial Destino.

- Premio XII Certamen Cuentos de Navidad "Heraldo de los Reyes Magos" (Asociación de Periodistas de Navarra) 2022.

- Manu, detective ha sido también seleccionada  por el gobierno de México para la distribución de 92 000 ejemplares en las escuelas públicas.

- Siete reporteros y un periódico ha sido publicada por Houghton Mifflin Harcourt School Publishers en Estados Unidos para el aprendizaje del español en las escuelas.

- No es tan fácil ser niño seleccionada por Guatemala para lectura en las escuelas.

## Títulos traducidos
Tiene títulos traducidos a los idiomas:
- Chino (¡No es tan fácil ser niño!;  Rino detective y el pingüino desaparecido ; Rino detective y el misterio de la piscina roja; Rino detective y los misterios de Atardecer)
- Catalán (Aaaggg, aaaggg quiere decir no y No es tan fácil ser niño)
- Gallego (¡No es tan fácil ser niño!)
- Hebreo (Siete reporteros y un periódico y No es tan fácil ser niño)
- Euskera (¡No es tan fácil ser niño! y El club de los solitarios)
- Valenciano (¡No es tan fácil ser niño!)
- Coreano (Siete reporteros y un periódico y ¡No es tan fácil ser niño!)
- Italiano(Siete reporteros y un periódico).
- Serbio (¡No es tan fácil ser niño!)
- Turco (¡No es tan fácil ser niño!; Rino detective y el pingüino desaparecido; Rino detective y el misterio de la piscina roja; Rino detective y los misterios de Atardecer; Un extraño en casa)
- Esloveno (Rino detective y el pingüino desaparecido; Rino detective y el misterio de la piscina roja)
- Portugués (No es tan fácil ser niño, edición en Brasil).

Se han editado títulos suyos en español en: Estados Unidos, Taiwán, México, Guatemala, Colombia y Chile.
- Datos: Q6075811
- Multimedia: Pilar Lozano Carbayo / Q6075811